# Sarcophaga ambon
Sarcophaga ambon är en tvåvingeart som beskrevs av Thomas Pape 1995. Sarcophaga ambon ingår i släktet Sarcophaga och familjen köttflugor. Inga underarter finns listade i Catalogue of Life.